# Саймонтон (Техас)
Саймонтон (англ. Simonton) — місто (англ. city) в США, в окрузі Форт-Бенд штату Техас. Населення — 647 осіб (2020).

## Географія
Саймонтон розташований за координатами 29°40′38″ пн. ш. 96°0′32″ зх. д. / 29.67722° пн. ш. 96.00889° зх. д. (29.677319, -96.008818).  За даними Бюро перепису населення США в 2010 році місто мало площу 5,17 км², з яких 5,16 км² — суходіл та 0,01 км² — водойми. В 2017 році площа становила 6,14 км², з яких 6,09 км² — суходіл та 0,05 км² — водойми.

## Демографія
Згідно з переписом 2010 року, у місті мешкало 814 осіб у 315 домогосподарствах у складі 241 родини. Густота населення становила 157 осіб/км².  Було 337 помешкань (65/км²).
Расовий склад населення:
| - 86,7 % — білих - 7,9 % — чорних або афроамериканців - 1,5 % — азіатів - 0,5 % — корінних американців - 2,1 % — осіб інших рас |

До двох чи більше рас належало 1,4 %. Частка іспаномовних становила 8,2 % від усіх жителів.
За віковим діапазоном населення розподілялося таким чином: 20,1 % — особи молодші 18 років, 64,2 % — особи у віці 18—64 років, 15,7 % — особи у віці 65 років та старші. Медіана віку мешканця становила 47,1 року. На 100 осіб жіночої статі у місті припадало 104,0 чоловіків;  на 100 жінок у віці від 18 років та старших — 103,8 чоловіків також старших 18 років.
Середній дохід на одне домашнє господарство  становив 85 842 долари США (медіана — 65 833), а середній дохід на одну сім'ю — 103 606 доларів (медіана — 79 732). Медіана доходів становила 55 625 доларів для чоловіків та 65 556 доларів для жінок. За межею бідності перебувало 5,1 % осіб, у тому числі 6,7 % дітей у віці до 18 років та 8,0 % осіб у віці 65 років та старших.
Цивільне працевлаштоване населення становило 322 особи. Основні галузі зайнятості: сільське господарство, лісництво, риболовля — 21,1 %, освіта, охорона здоров'я та соціальна допомога — 18,3 %, роздрібна торгівля — 11,5 %, фінанси, страхування та нерухомість — 9,9 %.